# Skorycze
Skorycze (biał. Скорычы, Skoryczy; ros. Скоричи, Skoriczi) – wieś na Białorusi, w obwodzie grodzieńskim, w rejonie korelickim, w sielsowiecie Jeremicze, nad Uszą.

## Historia
W XIX i w początkach XX w. wieś i folwark położone w Rosji, w guberni mińskiej, w powiecie nowogródzkim, w gminie Jeremicze. 
W dwudziestoleciu międzywojennym wieś leżąca w Polsce, w województwie nowogródzkim, w powiecie stołpeckim, w gminie Jeremicze/Turzec. W 1921 miejscowość liczyła 289 mieszkańców, zamieszkałych w 37 budynkach, w tym 286 Białorusinów, 2 Polaków i 1 osobę innej narodowości. 287 mieszkańców było wyznania prawosławnego i 2 rzymskokatolickiego.
Po II wojnie światowej w granicach Związku Sowieckiego. Od 1991 w niepodległej Białorusi.

## Ludzie związani z miejscowością
- Bogolep (Ancuch) – prawosławny arcybiskup; urodzony w Skoryczach